# Рёссен
Рёссен, или Рёссенская культура — центральноевропейская археологическая культура среднего неолита (4600-4300 гг. до н. э.). Название культуры дано по некрополю Рёссен (часть города Лойна, округ Заалекрайс, земля Саксония-Ангальт). Памятники Рёссенской культуры обнаружены в 11 из 16 федеральных земель Германии (она отсутствует лишь на севере Северогерманской равнины), а также на юго-востоке Бенилюкса, северо-востоке Франции, севере Швейцарии и на небольшой части Австрии.
Рёссенская культура является важным маркером перехода от широко распространённой традиции линейно-ленточной керамики, восходящей к раннему неолиту Европы, к более разнообразным культурам среднего и позднего неолита, таким, как михельсбергская культура и культура воронковидных кубков (первая является потомком рёссенской — через посредничество группы Бишхайм 4400-4200 гг. до н. э., вторая — скорее инвазивной, занявшей крайний северо-восток бывшего Рёссена).
Разновидностью рёссенской культуры является группа Оберлаутербах.

## Керамика
Рёссенская керамика имеет характерные украшения в виде двойных насечек («козье копыто») с инкрустацией из густотёртых белил. Также распространены нарезки в виде канавки или чеканные насечки. Со временем область распространения декорированных элементов уменьшается, на поздних сосудах они встречаются обычно только на горлышке или вовсе отсутствуют.
Типичные формы сосудов: длинные чаши с ножкой, шарообразные чаши, прямоугольные чаши и лодкообразные сосуды.
Поверхности сосудов обычно отполированы; их цвета варьируются от коричневого до красновато-коричневого, чёрного и серо-чёрного.

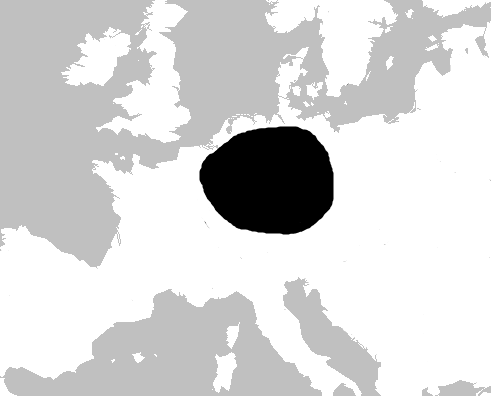
Приблизительная территория распространения рёссенской культуры

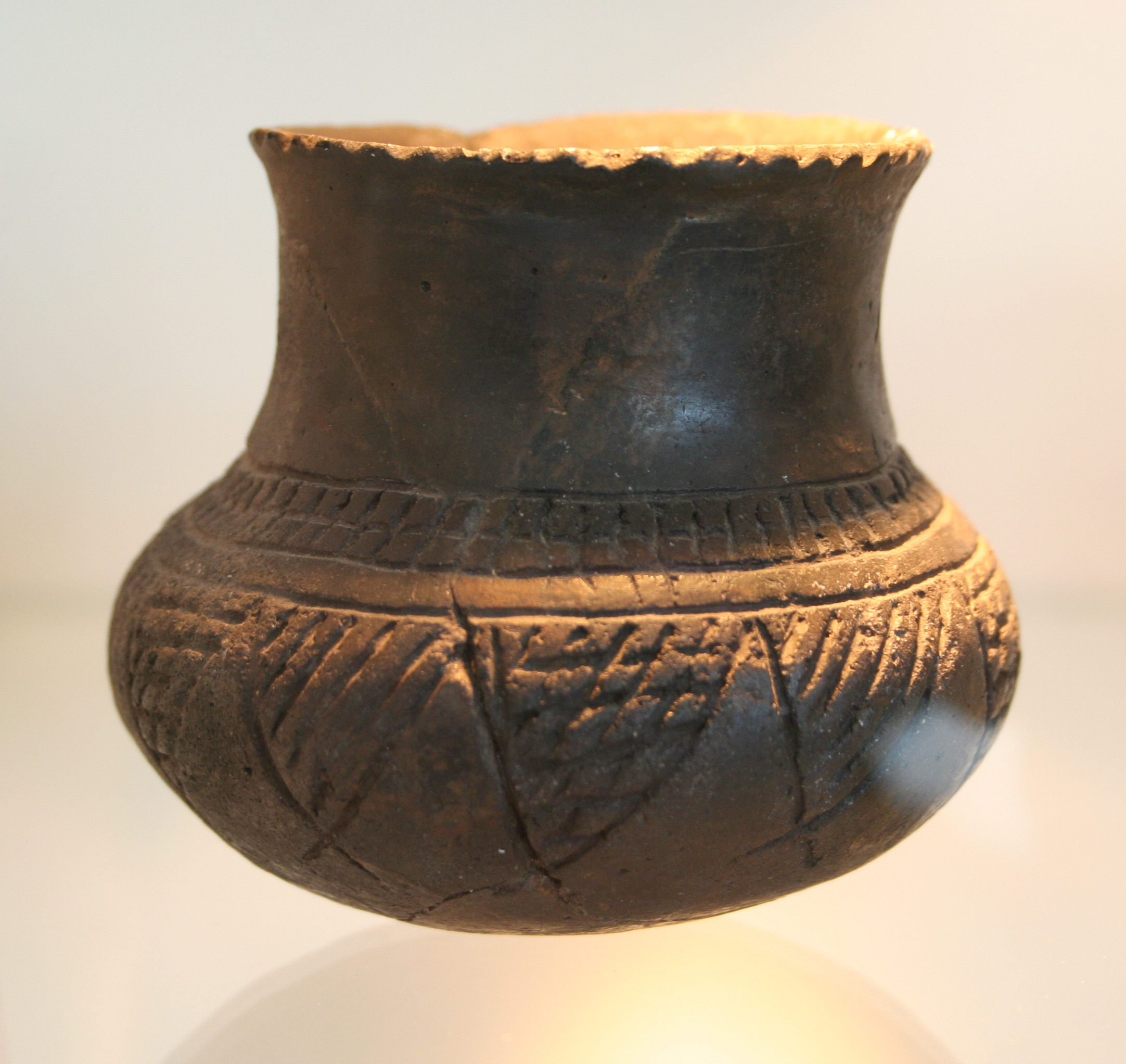
Сосуд рёссенской культуры из Хюде (Нидерланды)

## Каменные орудия
Ассортимент рёссенских кремнёвых орудий во многом напоминает ассортимент культуры линейно-ленточной керамики (рубила с пирамидальной основой), однако имеются заметные различия в используемом сырье. Голландский рейкхолтский кремень, доминировавший в культуре линейно-ленточной керамики, вытесняется кремнем с прожилками из Баварии (тип Абенсберг-Арнхофен). Наиболее типичным орудием из цельного куска камня является дровокол с отверстием, однако также встречаются топоры и скобели без отверстий.

## Архитектура домов и планировка поселений
Были проведены раскопки лишь нескольких рёссенских поселений. Наиболее характерными примерами являются поселения Дайрингзен-Рупло (Deiringsen-Ruploh) и Шёнинген/Эсбек (Schöningen/Esbeck). Преобладающий тип сооружений — длинный дом (до 65 м), трапезоидный или в форме лодки. Судя по планировке, крыши длинных домов были со скатами. Нередко внутри дома были разделены на помещения. Некоторые поселения окружены рвами. Большинство поселений находятся в местах с чернозёмной почвой. По сравнению с культурой линейно-ленточной керамики, размер (площадь) поселений уменьшился.

## Погребальные обряды
Покойные в основном погребались в скорченном положении, лежащими на правом боку лицом на восток. Могилы копались глубиной от 40 до 160 см, иногда накрывались каменными плитами. Точные формы и размеры могил пока неясны.
Использовала ли данная культура кремацию, остаётся предметом споров; принадлежность кремированных останков к Рёссену оспаривается. Вместе с кремированными останками встречаюся несожжённые погребальные приношения.
Среди погребальных даров — керамические кубки на пьедесталах, шаровидные кубки, кубки с ручкой-ушком, чаши, бутыли, амфоры, кувшины и лоханки. Также в захоронениях обнаружены известняковые кольца, каменные топоры, кремнёвые рубила и кости животных.

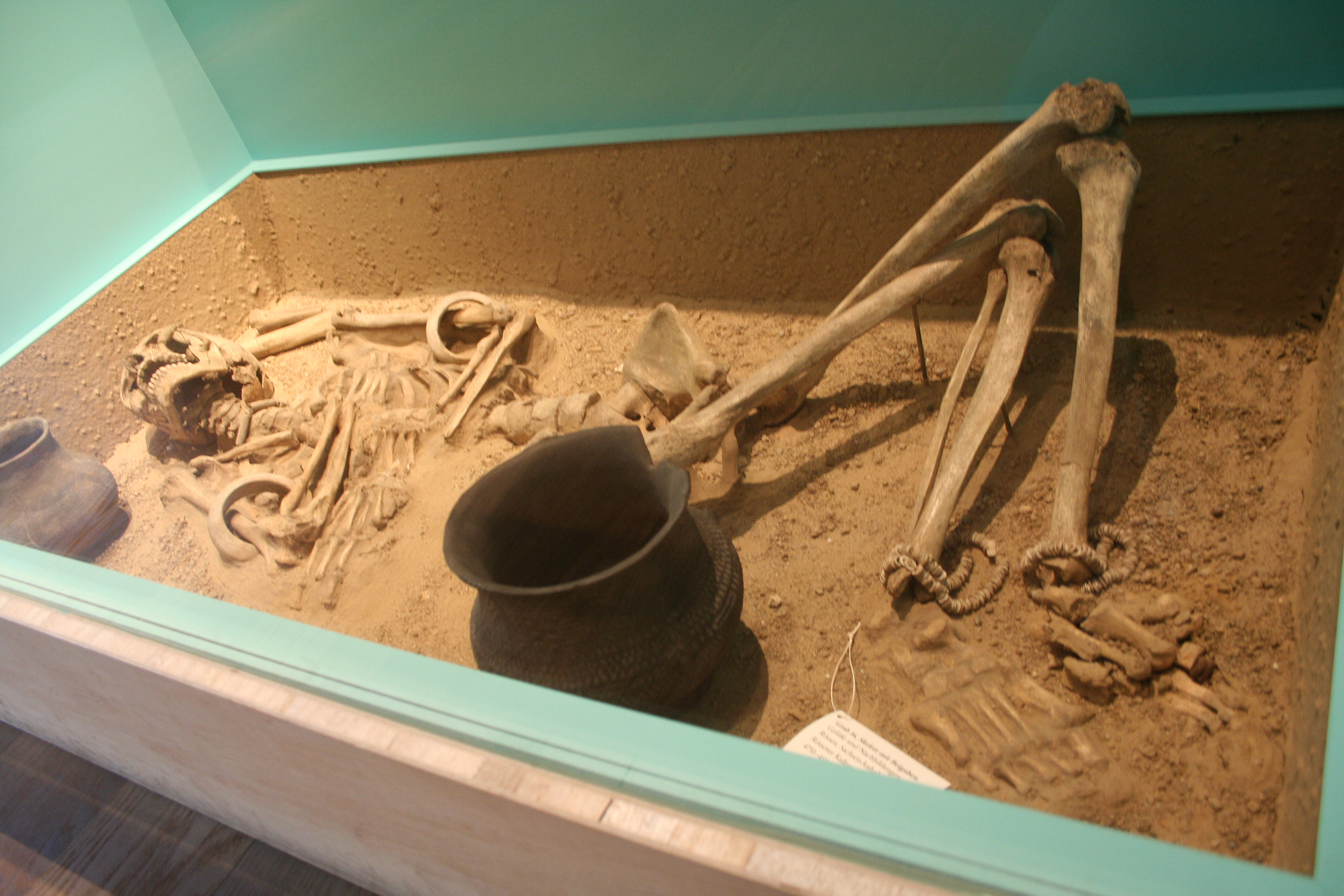
Захоронение в Рёссене (реконструкция в Музее ранней истории в Берлине).

## Экономика
Практиковалось смешанное сельское хозяйство и разведение скота.

## Предок культур британского/ирландского неолита?
Предполагается, что поздняя рёссенская культура могла быть предком неолитических культур Великобритании и Ирландии, при этом сходство в типах керамики и домов было небольшим.

## Курганная гипотеза
В контексте курганной гипотезы ряд элементов, ранее не характерных для данной местности, рассматриваются как свидетельства проникновения индоевропеских языков. С другой стороны, Дж. П. Мэллори считает, что под данной идеей нет оснований, и что скорее рёссенскую культуру следует рассматривать как автохтонную доиндоевропейскую культуру.

## Хронологическое и географическое соседство
Рёссенская культура представляла собой дальнейшее развитие одной из западных групп линейно-ленточной керамики. В западном ареале комплексы Хинкельштайн (Hinkelstein), Гроссгартах (Großgartach) и Планиг-Фридберг (Planig-Friedberg) являются промежуточными между двумя культурами.
Рёссенская культура частично совпадает по хронологии с юго-восточным баварским средненеолитическим комплексом культур, известным также как оберлаутербахская группа. Современниками и соседями рёссенской культуры были культура Тисаполгар (Венгрия-Словакия) и группы позднего мезолита (Эллербек и Эртебёлле).
Около 4400 г. до н. э. в северной части зоны своего распространения рёссенская культура сменяется ранней культуре воронковидных кубков в Баальберге; на юге же она распадается на ряд так называемых пост-рёссенских групп: Вовиль (север Франции), Бишоффинген-Лейзельхайм/Страсбург (Эльзас-Лотарингия), Бишхайм (Гессен и Северный Рейн-Вестфалия), Гольдберг, Айхбюль (Верхняя Швабия), Гатерслебен (средняя Эльба-Заале). На юго-востоке (Чехия, Словакия, Польша, Австрия) её сменяет культура Лендьел, а в южной Баварии — культура Мюнхсхёфен. Около 4200 г. бишхаймская группа поглощает большую часть пострёссенских культур с образованием михельсбергской культуры.